# Єркінабад
Єркінаба́д (каз. Еркінабад) — село у складі Мактааральського району Туркестанської області Казахстану. Входить до складу Бірліцького сільського округу.
У радянські часи село називалось Еркінабад.
Населення — 647 осіб (2021; 788 у 2009, 538 у 1999, 457 у 1989).